# Les Deux-Alpes
Les Deux-Alpes es una comuna nueva francesa situada en el departamento de Isère, de la región de Auvernia-Ródano-Alpes.

## Historia
Fue creada el 1 de enero de 2017, en aplicación de una resolución del prefecto de Isère de 28 de septiembre de 2016 con la unión de las comunas de Mont-de-Lans y Vénosc, pasando a estar el ayuntamiento en la antigua comuna de Mont-de-Lans.

## Demografía
| Gráfica de evolución demográfica de Les Deux-Alpes entre 1800 y 2014 |
|                                                                      |

Los datos entre 1800 y 2013 son el resultado de sumar los parciales de las dos comunas que forman la nueva comuna de Les Deux-Alpes, cuyos datos se han cogido de 1800 a 1999, para las comunas de Mont-de-Lans y Vénosc de la página francesa EHESS/Cassini. Los demás datos se han cogido de la página del INSEE.

## Composición
| Comuna delegada | Código INSEE | Población (2013) | Superficie (km²) | Densidad (hab./km²) |
| --------------- | ------------ | ---------------- | ---------------- | ------------------- |
| Mont-de-Lans    | 38253        | 1208             | 31.6             | 38                  |
| Vénosc          | 38534        | 773              | 25.06            | 31                  |